# Acorazado Capitán Prat
El Capitán Prat fue un acorazado pre-dreadnought de la Armada de Chile construido a finales de la década de 1880 y terminado en 1890. Armado con una batería principal de cuatro cañones de 9,4 pulgadas (240 mm) en cuatro torretas individuales, el Capitán Prat fue el primer acorazado del mundo en estar equipado con un sistema eléctrico. Fue construido en el astillero de La Seyne en Francia y puesto en servicio en la flota chilena en 1893. Armadas extranjeras intentaron comprar el barco dos veces antes del estallido de las guerras, incluido un intento estadounidense en 1898 y una oferta japonesa en 1903.
El Capitán Prat sirvió en la flota durante unos diez años, hasta que fue desarmado de conformidad con un tratado firmado con Argentina destinado a detener una carrera armamentista naval entre los dos países. Sin embargo, el barco volvió al servicio y permaneció en servicio activo con la flota hasta 1926, cuando fue reconvetido en un barco de defensa costera. En 1928-1930, fue utilizado como auxiliar de submarinos y en 1935, fue desarmado y utilizado como buque escuela para ingenieros. Permaneció en el inventario de la Marina hasta 1942, cuando fue vendido como chatarra.

## Galería

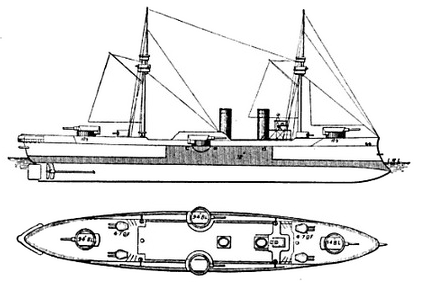
Dibujo del barco
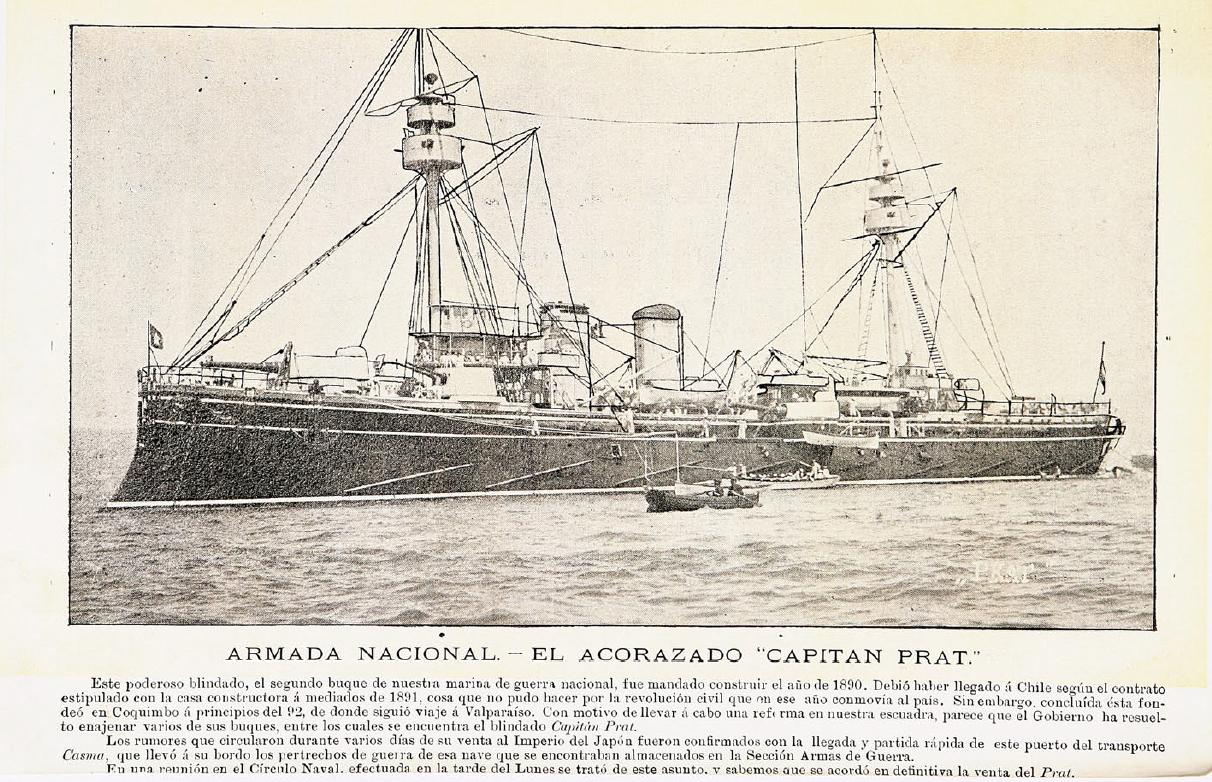
Imagen del buque con texto
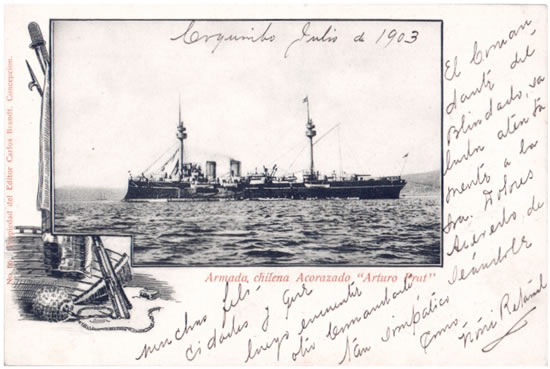
Postal del Capitán Prat en 1903